# Porsche Carrera GT
Porsche Carrera GT (Código de projeto 980) é um carro superesportivo que foi fabricado pela Porsche em Leipzig, Alemanha, entre 2004 e 2006. O Carrera GT faz de 0-100 km/h em 3.5 s e é capaz de andar mais que seus rivais como Maserati MC12 e Ford GT.

## História
Pode ser remetido aos seus predecessores, os carros de corrida 911 GT1 e LMP1-98. Devido em parte às mudanças nas leis em 1998 por conta da FIA e ACO, ambos projetos foram cancelados. Na época a Porsche tinha planejado um novo protótipo para a corrida de Le Mans de 1999. No carro inicialmente pretendia-se usar um motor boxer de 6 cilindros, mas foi mais tarde reprojetado para usar um novo motor V10, trazendo o projeto para a conclusão planejada em 2000. O motor V10 foi planejado secretamente pela Porsche para a equipe de Fórmula 1, Arrows (conhecida como Footwork) em 1992, depois engavetado. O motor ressurgiu para o protótipo de Le Mans e aumentado em tamanho para 5,7 litros. Infelizmente o projeto foi cancelado após dois dias de testes com o primeiro protótipo de teste, em meados de 1999, em maior parte devido a Porsche decidir projetar o utilitário esportivo Cayenne com o envolvimento da Volkswagen e Audi, portanto requerindo engenheiros especializados da divisão de carros esportivos. Foi também especulado que o presidente da VW-Audi Ferdinand Piëch quis que o protótipo de Le Mans da Audi, o Audi R8 não fosse designado para competir com o Porsche em 2004.
A Porsche manteve parte do projeto viva usando o motor V10 de 5,5 L de um carro conceito mostrado em 2000 no Salão de Genebra, principalmente numa tentativa para chamar atenção para a exposição dele. Um grande interesse no veículo e um ingresso de recursos vindos do Cayenne ajudaram a Porsche decidir produzir o carro, e o desenvolvimento começou para uma versão legalizada para as ruas que seria produzida em pequenos números na nova fábrica da Porsche em Leipzig. A Porsche iniciou uma linha de produção do Carrera GT em 2004, importando as unidades com uma Sugestão de Preço de Varejo do Fabricante (MSRP, em inglês) de US$ 440.000 e uma fatura negociável de aproximadamente US$ 414.800. Em adição, a taxa de entrega poderia ser mais de US$ 5000. O primeiro Carrera GT foi vendido nos Estados Unidos no dia 31 de janeiro de 2004.
Originalmente uma produção de 1.500 unidades foi planejada, mas a Porsche anunciou em agosto de 2005 que não continuaria com a produção do Carrera GT após 2006, citando  que a descontinuação da produção ocorreu devido as mudanças de regulamentação de airbags nos Estados Unidos. Até maio de 2006, mais de 1.270 unidades do Carrera GT foram vendidas, sendo 604 vendidas na América do Norte.

## Tecnologia
A notável tecnologia do modelo inclui um puro monocoque de fibra de carbono e sub-estrutura, com lubrificação a seco e suspensão interna. O monocoque de fibra de carbono e a sub-estrutura foram produzidos e montados pelo grupo ATR, da Itália. O aerofólio do Carrera GT se levanta quando o carro alcança 110 km/h e sempre desvia o fluxo de vento, o que causa menos arrasto. O radiador do Carrera GT tem 5 vezes o volume do radiador do 911 Turbo. A suspensão traseira e frontal consistem em OHV's ativados por absorvedores de impacto e amortecedores com barras antirrolamento frontais e traseiras.
O carro não possui rádio, pois a montadora alega que o melhor som é o do motor. Mas, se o proprietário quiser o sistema de som, deve apenas avisar a fábrica para que seja instalado. O motor do Carrera GT tem um som agudo típico, que virou marca do carro.
A única opção de transmissão era manual. Pois, de acordo com os engenheiros, nada substitui a velocidade e a emoção de um piloto trocando as marchas manualmente.

## Preparadoras
Ouviu-se falar na produção de uma versão musculada do Carrera GT. É o caso do Gemballa Mirage, um supercarro com o mesmo motor 5.7 litros V10 mas com a adição de dois turbos. Debita perto dos 1000 cavalos. Vai incluir portas do formato "asas de gaivota" (gullwing) e um tejadilho (telhado) feito em fibra de carbono. A velocidade máxima é perto dos 400 km/h. O preço deste Gemballa é de 1.5 milhões de euros.
Especulava-se também uma preparação feita pela 9ff, uma companhia que prepara os seus 911 para teste de velocidade máxima. A notícia remonta a 4 de outubro de 2006. Ao contrário do Gemballa, este 9ff vai debitar 912 cavalos (mais 300 cavalos em relação ao original) graças à instalação de dois turbos, um sistema de escape melhorado e uma reprogramação. Vai incluir um aerofólio de fibra de carbono e maiores entradas de ar na frente. O preço do kit (ao qual a pessoa tem que pedir para montar) é de 120 mil dólares.

## Curiosidades
- É o veículo que o ator da franquia de filmes Velozes e Furiosos, Paul Walker, estava no momento de sua morte, veículo de cor vermelha placa 7CC590 pilotado por seu amigo Roger Rodas bateu em uma avenida de Santa Clarita Califórnia em 30 de novembro de 2013, em seguida o veículo pegou fogo matando ambos carbonizados. Roger e Paul acabaram de participar de um evento beneficente o qual visava arrecadar fundos para ajudar vítimas de desastres naturais como do furacão Hayan.

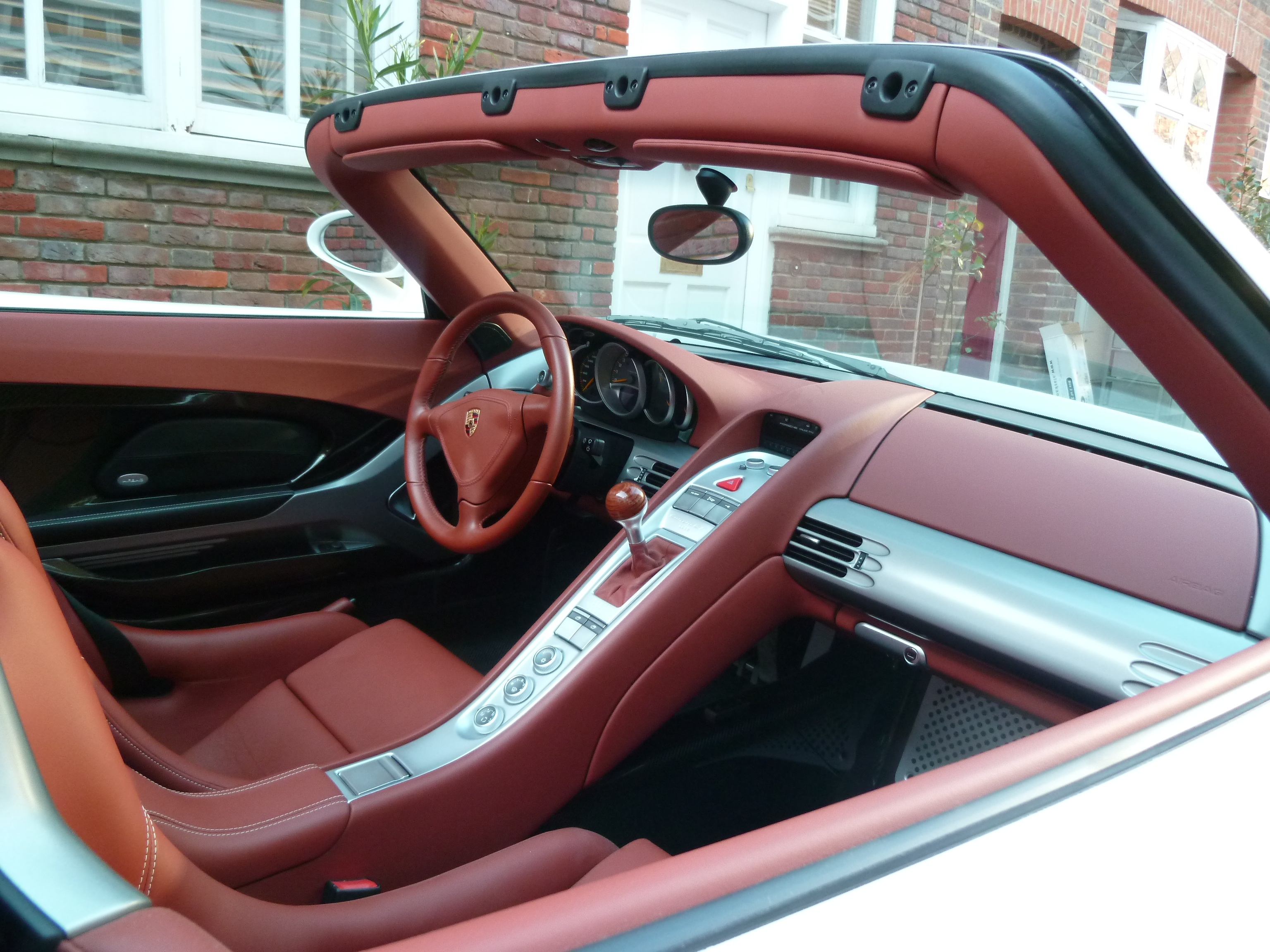
Interior do Carrera GT
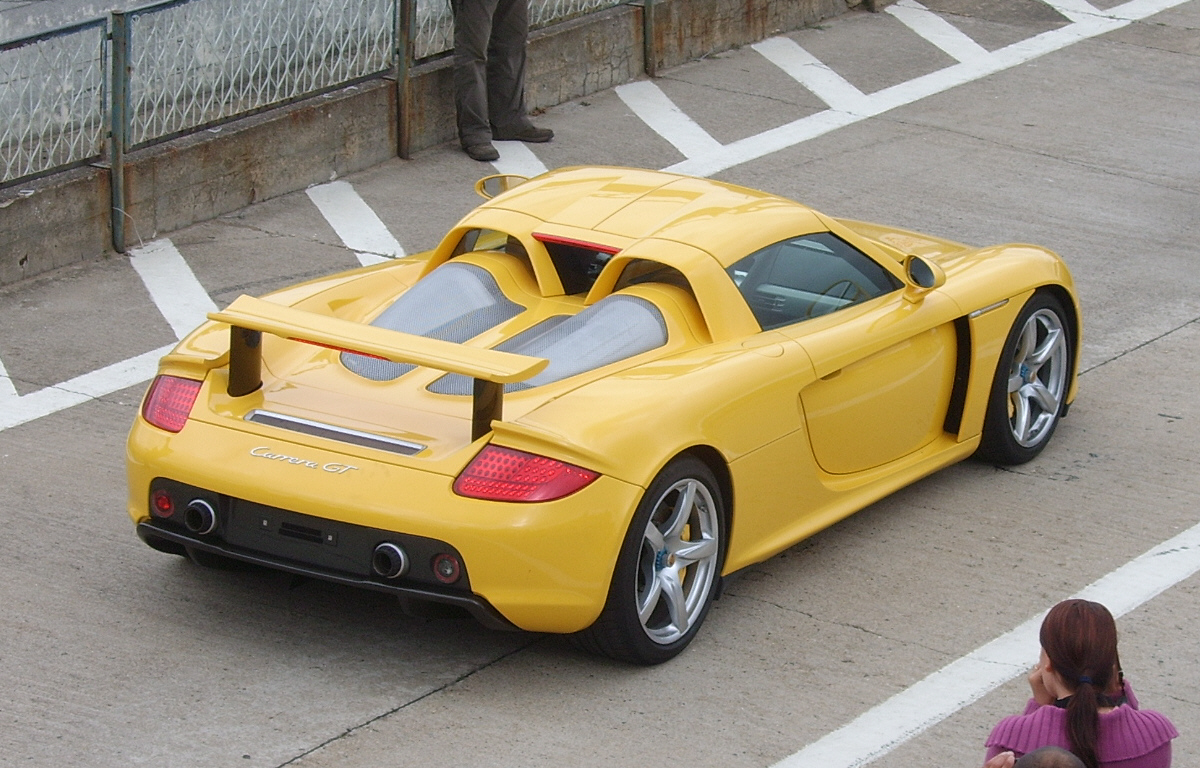
Carrera GT amarelo
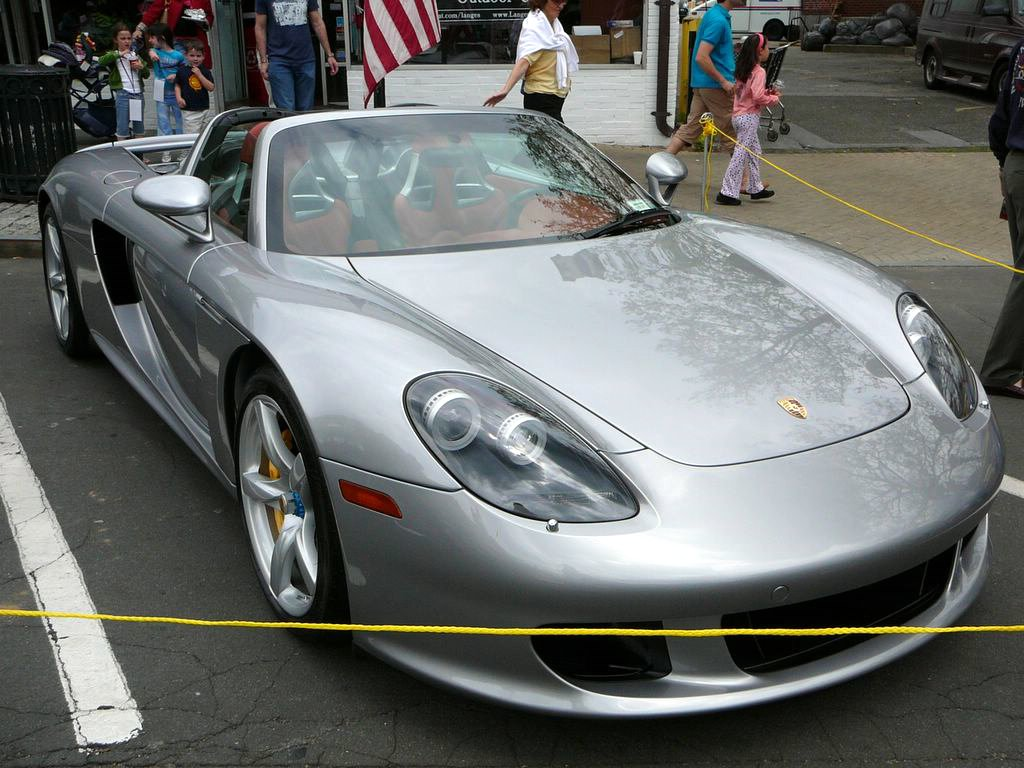
Carrera GT em exposição
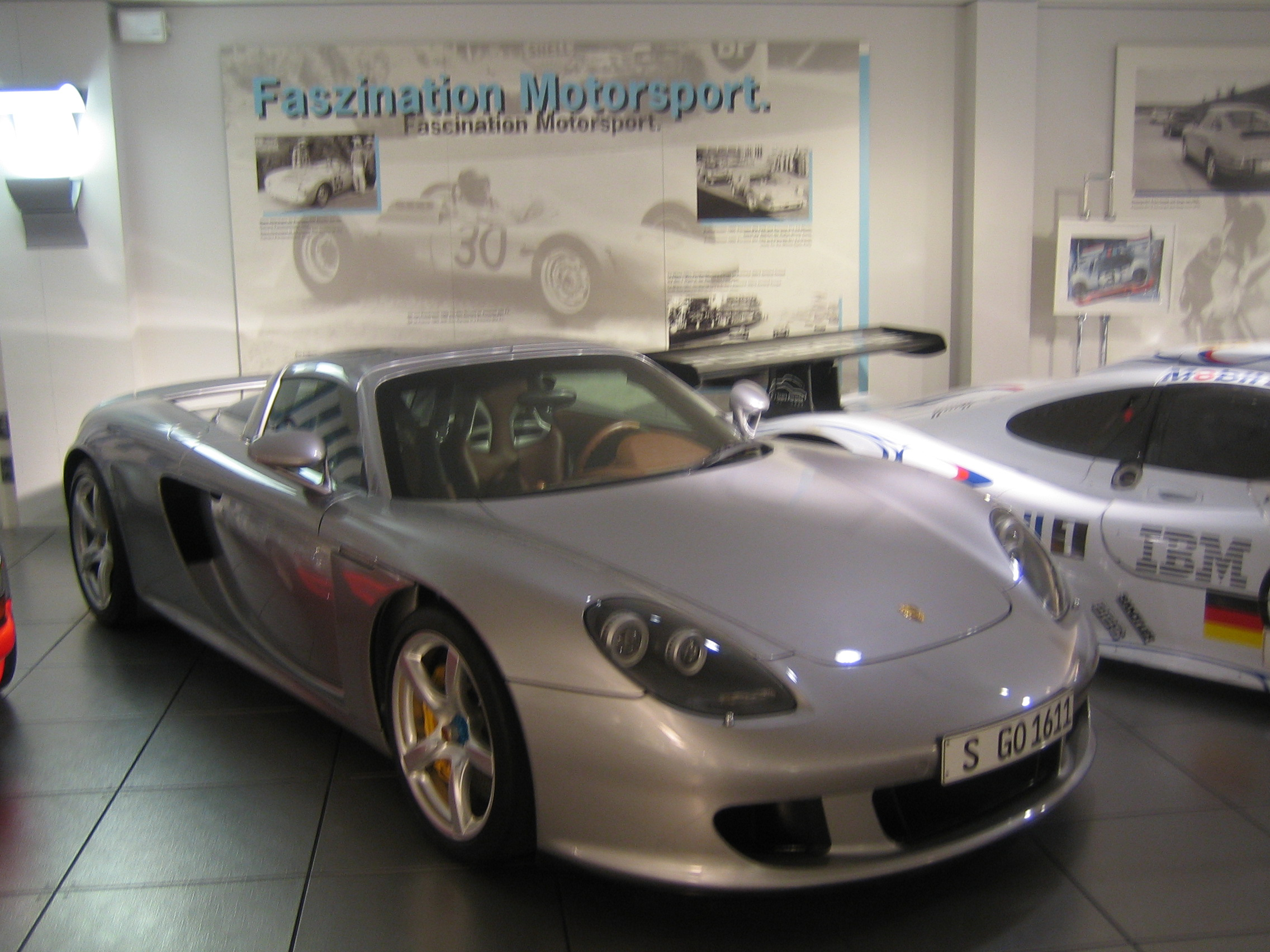
Carrera GT em exposição
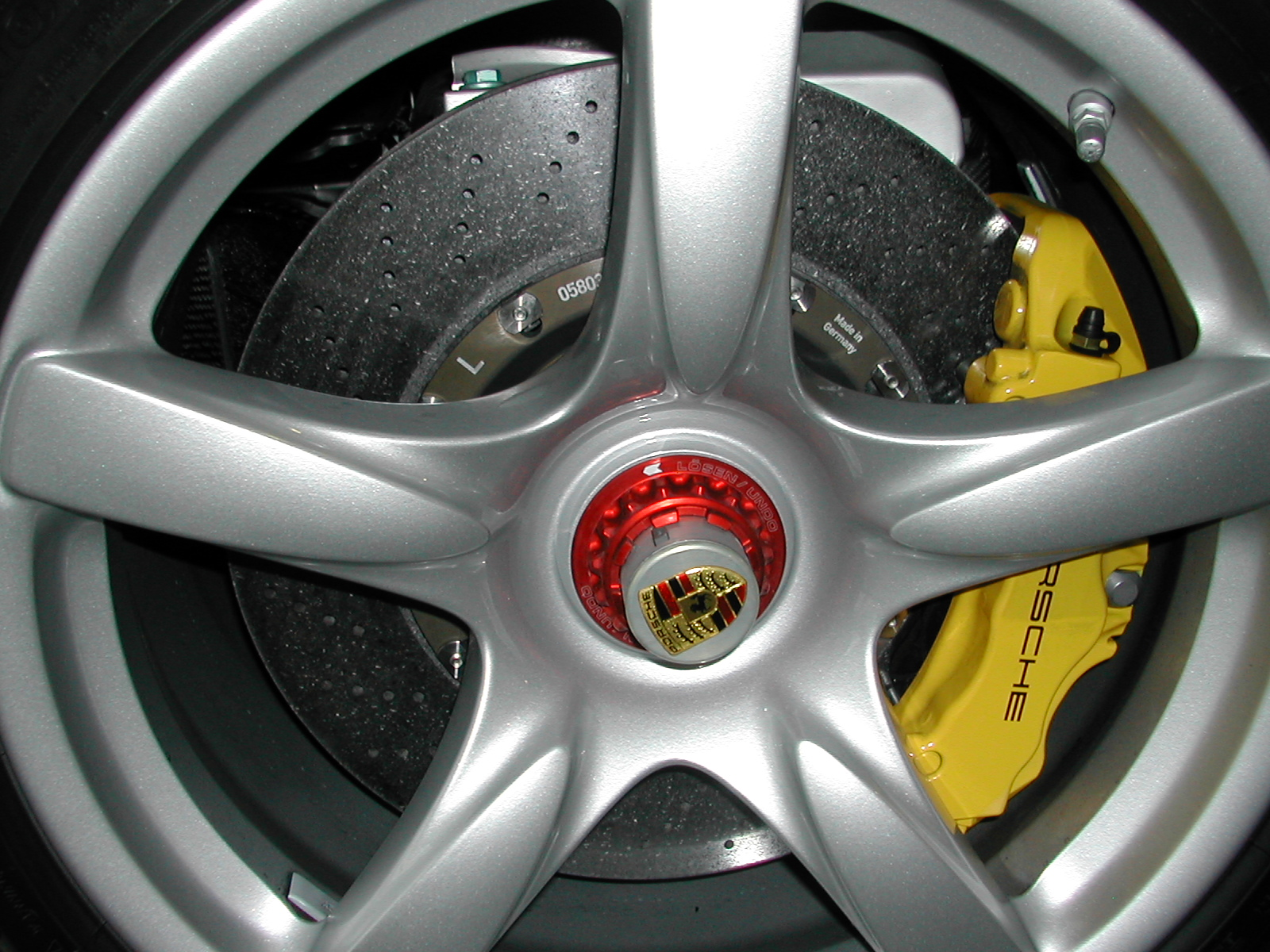
Disco de freio de cerâmica (carboneto de silicone) do Carrera GT